# Camping-udstilling
|  | Denne artikel er oprettet af botten Steenthbot ud fra en ekstern database. Den kan derfor have sproglige fejl eller mangler. Denne skabelon kan fjernes efter kontrol af indholdet. |

Camping-udstilling er en dansk dokumentarisk optagelse fra 1957.

## Handling
Politikens campingudstilling i Nærum 1957, hvor man kan opleve tidens nye tendenser og hotteste mode indenfor alverdens campingudstyr som telte og campingvogne, primusser og campingstole.